# Selbstbedienungs-Fleischtheke

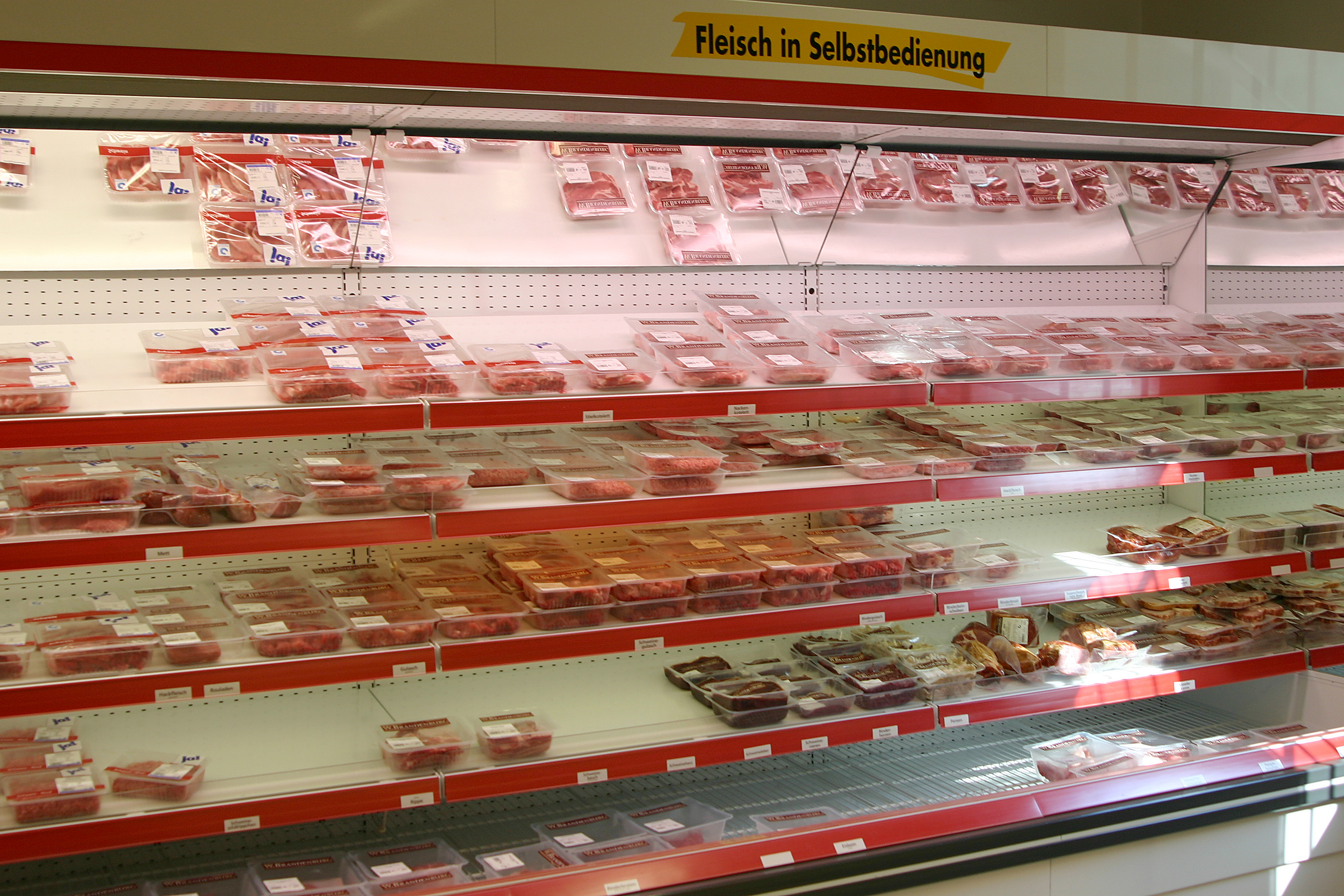
Selbstbedienungs-Fleischtheke

Eine Selbstbedienungs-Fleischtheke ist ein marketingorientiertes Kühlregal, das im Lebensmitteleinzelhandel benutzt wird, um dem Kunden im Wege der Selbstbedienung zu ermöglichen, Fleisch- und Wurstwaren zwecks späterer Bezahlung an der Kasse auszuwählen.

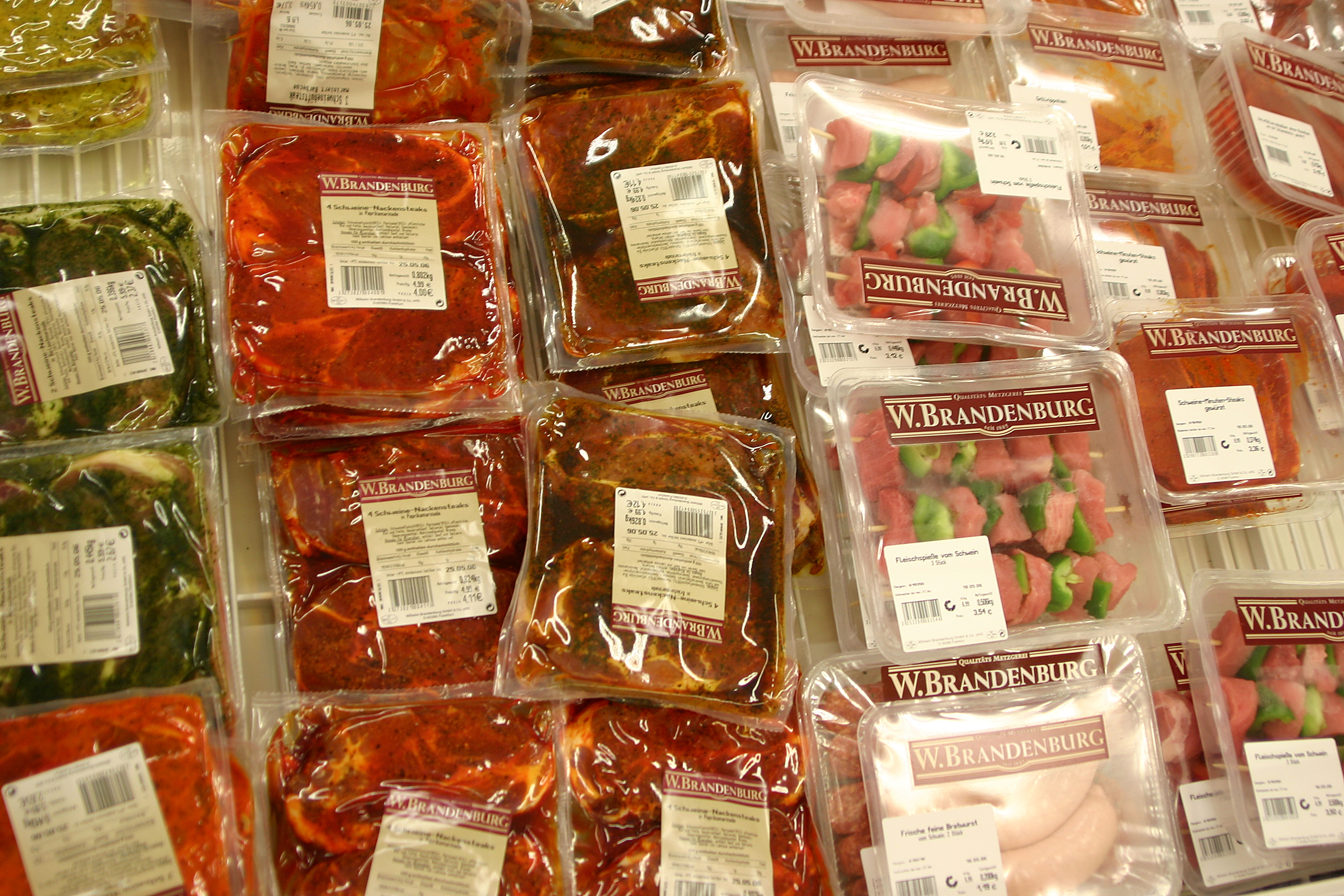
Eingeschweißtes Fleisch im Supermarkt

Der jeweilige Händler spart durch die Verwendung einer Selbstbedienungs-Fleischtheke das für den Betrieb einer traditionellen Fleischtheke notwendige Personal, weswegen sie insbesondere von Discountern eingesetzt werden. In vielen Supermärkten gibt es allerdings sowohl eine herkömmliche Fleischtheke als auch eine Selbstbedienungs-Fleischtheke.
In der Selbstbedienungs-Fleischtheke wird Fleisch, falls vorhanden, oft zumindest teilweise aus der ladeneigenen Fleischerei bestückt, teilweise direkt von der Lebensmittelindustrie angeliefert. Die Fleischwaren werden dann in eingeschweißten Verpackungen, meist aus Schaumstoff angeboten. 